# سوئدن ولی (پنسیلوانیا)
سوئدن ولی (به انگلیسی: Sweden Valley) یک منطقهٔ مسکونی در ایالات متحده آمریکا است که در شهرستان پاتر، پنسیلوانیا واقع شده‌است. سوئدن ولی ۲۲۳ نفر جمعیت دارد و ۵۹۳٫۱۵ متر بالاتر از سطح دریا واقع شده‌است.